# UH–1 Iroquois

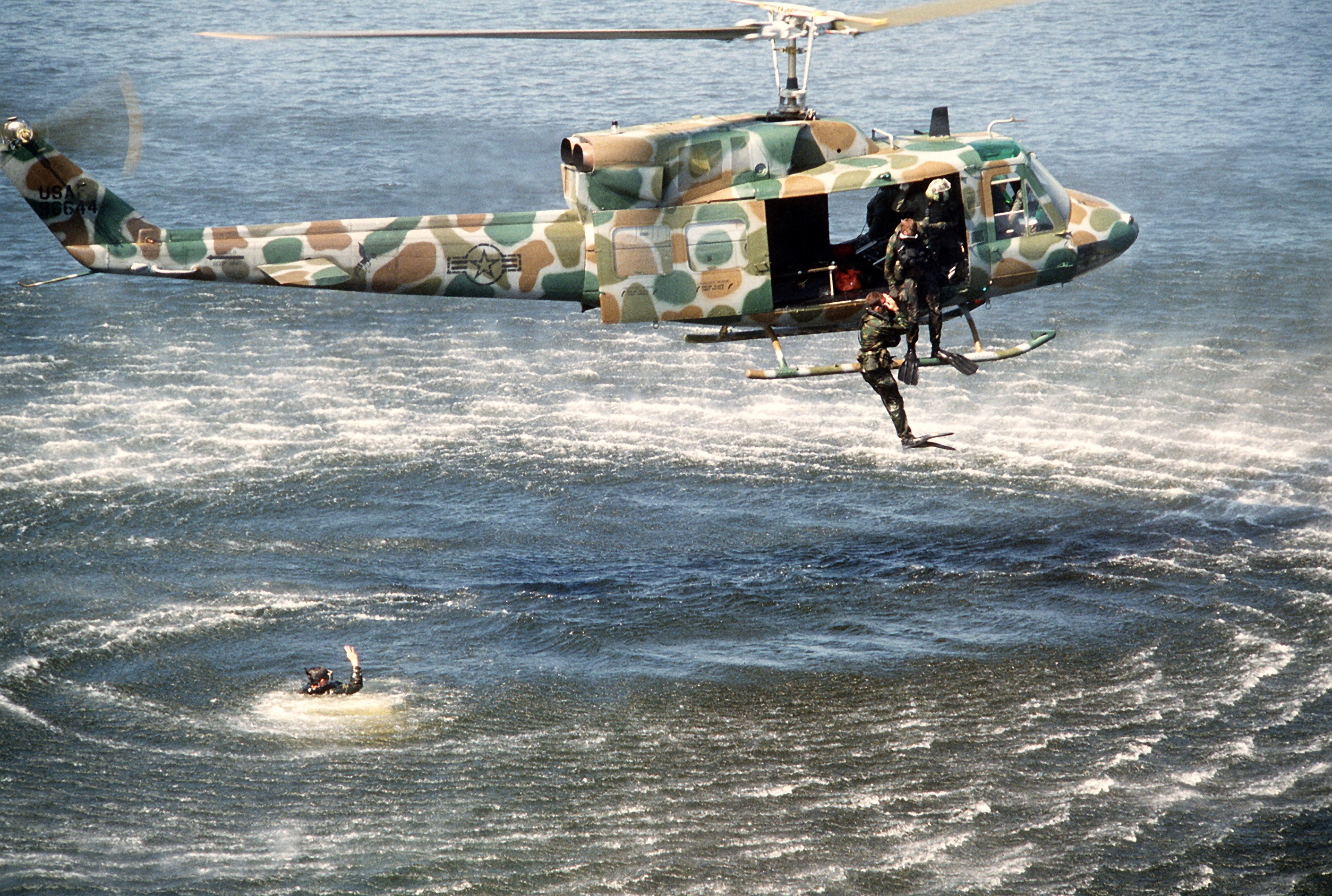
A 20. Special Operations Squadron (Különleges műveleti század) katonái nyíltvízi kiképzés során UH–1N helikopterből ugranak vízbe

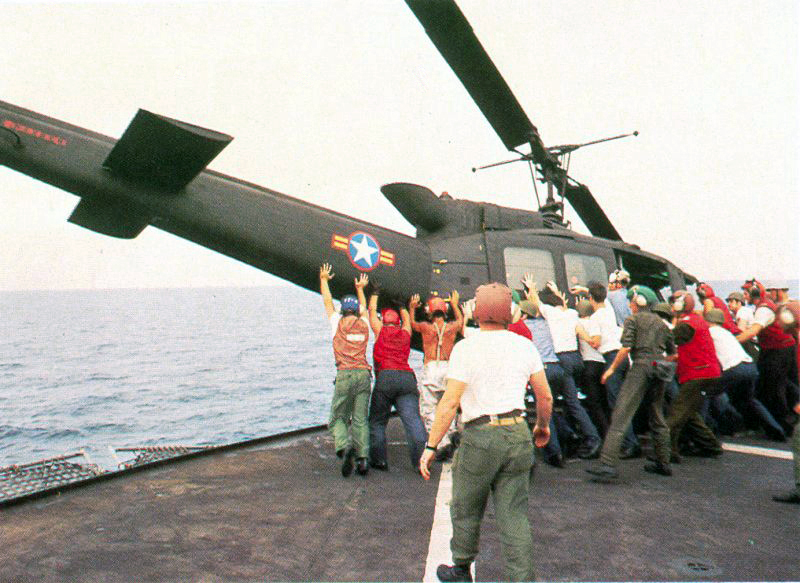
A vietnámi háború végjátéka: Saigon evakuálása közben, a Frequent Wind hadműveletben dél-vietnámi UH–1D-t löknek a vízbe egy amerikai repülőgép-hordozóról, hogy helyet csináljanak a többi, menekülteket szállító repülőeszköznek (egy O–1 Bird Dog-ot várnak)

A Bell UH–1 Iroquois egy amerikai fejlesztésű és gyártású többcélú katonai szállító helikopter. Beceneve „Huey” (magyar kiejtése kb. „hjúi”), a hivatalos Iroquois (magyar kiejtése kb. „irökuoj”, jelentése: irokéz, mint az indián törzs) megnevezést a gyakorlatban nem használták. Leginkább a vietnámi háborúból ismert, mivel a típust széles körben alkalmazta az amerikai és a dél-vietnámi hadsereg is.

## A típus története

### Model 204
A típus fejlesztője, a Bell Helicopters az 1950-es évek elején kezdte meg a kísérleteket a gázturbina meghajtású helikopterekkel. Az XH–13F jelű prototípus 1954 októberében repült először. 1955-ben színre lépett az amerikai hadsereg, akinek sürgősen egy erős és megbízható mentőhelikopter-típusra volt szüksége, ezért tendert írt ki egy új helikoptertípusra. A tenderen a Bell pályázata nyert a Model 204 típussal, így a hadsereg szerződést kötött a Bellel a prototípus továbbfejlesztése céljából. Az új prototípus az XH–40 jelölést kapta a hadseregtől, 1956. október 22-én repült először. A Bell gyors ütemben folytatta a típus tökéletesítését, végül a Huey magasan felülmúlta a hadsereg elvárásait.
Hadrendbe állításakor a helikopter a HU–1A típusjelölést kapta. A HU a helicopter utility, azaz a „kiszolgáló helikopter” kifejezést takarja, és ebből a betűszóból ered a Huey becenév. Nem sokkal később módosították a típusjelölési rendszert, és 1962-ben kapta meg a végleges UH–1 nevet. Ezzel egyidőben jelent meg a B változat, amelyen több rotor- és hajtómű-módosítást végeztek. A hadsereg hamar rájött, hogy a Huey-t nem csak mentési célra tudja felhasználni, ezért kidolgozták a C jelű, támadóhelikopter szerepre szánt változatot.

### Model 205
A hadsereg nagyobb szállítási kapacitást szeretett volna a típustól, ezért a Bell módosította a törzs felépítését, és az új változatnak a Model 205 gyári típusjelölést adta. Vietnámban már ez a meghosszabbított törzsű D változatot állították szolgálatba, amelyet a H–21 Shawnee és a CH–34 Choctaw típus leváltására szántak.

### Model 212 és Model 412
Egy ikerturbinás, nagyobb teljesítményű változat kifejlesztésére a Kanadai Hadsereg adott megbízást a Bell számára, 1968-ban. A Pratt & Whitney Canada PT6T típusjelű motort a kanadaiak készítették, melyből kettő került beépítésre. A fejlesztés ideje alatt az Amerikai Hadsereg is érdeklődni kezdett a típus iránt, de a Kongresszusban sokan ellenezték a típus bevezetését, mivel Kanada ellenezte a vietnami háborút, illetve nyíltan menedéket nyújtott a sorozás elől menekülő amerikaiaknak. A típusból végül 294 darabot rendelt az USA hadereje.
A Bell 1971 májusában szállított le 50 darabot a Kanadai Hadseregnek. Kanadában a CUH-1N Twin Huey, míg az Egyesült Államok haderejének szállított változat az UH-1N Iroquois jelölést kapta.
Az 1990-es évek közepén a Tengerészgyalogság elindította az UH-1 modernizációs programot, amely során a Bell továbbfejlesztette a Model 212-t. Ennek során készült el a Model 412, amely már négy rotorlapáttal rendelkezik. Az új típus az UH-1Y Venom katonai típusjelzést kapta, és 2008-ban helyezték szolgálatba.
A Bell több civil változatot is kínál a Hueyból.

## Típusváltozatok
Főbb katonai változatok:
- XH–40 – Prototípus.
- YH–40 – Előzetes sorozatgyártási típus.
- HU–1A – Sorozatgyártású katonai típus. 1962-től a típusjelzés UH–1A lett.
- HU–1B – Továbbfejlesztett HU–1A. 1962-től a típusjelzés UH–1B lett.
- UH–1C – UH-1B, fejlesztett motorral. Támadó helikopter változat. Az UH-1D változat után fejlesztették ki.
- UH–1D – A B változat 41 hüvelykkel, 105 cm-rel meghosszabbított törzsű változata, T53–L–11 gázturbinával és hosszabb, 48 láb hosszú, 21 hüvelyk húrhosszú főrotorlapátokkal szerelték fel. A személyzet négyfős lett, két pilóta és két oldal-géppuskás, valamint 8-10 fő katona, összesen 15 fő számára lett ülőhely biztosítva.
- UH–1E – Az UH–1B/C típus az Amerikai Tengerészgyalogság számára módosított változata.
- UH–1F – Az UH–1B/C típus az Amerikai Légierő számára módosított változata.
- UH–1H – Az UH–1D továbbfejlesztett, erősebb T53–L–13 gázturbinával felszerelt változata.
- UH–1J – Az UH–1H japán változata. Licenc alapján Japánban gyártották.
- HH–1K – A Haditengerészet számára készített tengeri kutató-mentő változat.
- UH–1L – A HH–1K teherszállító változata.
- UH–1M – Az UH–1C támadóhelikopter változata, továbbfejlesztett hajtóművel.
- UH–1N – Két gázturbinával felszerelt változat, főleg a Tengerészgyalogság alkalmazza.
- UH–1P – Az UH–1F változata a Légierő számára.
- UH–1V – Katonai mentőhelikopter változat.
- UH–1Y – Az UH–1N leváltására készített négy főrotor-lapáttal felszerelt változat a Tengerészgyalogság számára.
- Huey II – Módosított, továbbfejlesztett változat, amely az UH–1H-en alapul.

Főbb polgári változatok:
- Bell 204
- Bell 205 – Hosszabbított törzsű változat (mint az UH–1D).
- Bell 210 – Az UH–1H polgári változata.
- Bell 212 – Az UH–1N polgári változata.
- Bell 214 Huey Plus – A Bell 205 nagyobb és erősebb motorral szerelt változata.
- Bell 412 – A Bell 212 továbbfejlesztett, négy rotorlapátos változata (mint az UH–1Y).

## Rendszeresítő államok
A Hueyt a világ számos országába exportálták. Rendkívül elterjedt típus észak- és dél-amerikai, illetve a közel-keleti országokban, emellett hadrendben van Ausztráliában és Új-Zélandon is. Németország az 1990-es évekig alkalmazta széleskörűen, de napjainkban már csak néhány darab van aktív szolgálatban. Olaszországban licenc alapján gyártott UH-1-eseket alkalmaznak.
Az amerikai hadseregben a Hueyt az UH–60 Black Hawk váltotta az 1980-as évek elejétől kezdve, így napjainkra már csak néhány UH–1-es teljesít szolgálatot, de a Tengerészgyalogság továbbra is nagy számban használja egy modernizációs program során korszerűsített N és Y típus változatokat.
2011 őszén az Amerikai Egyesült Államok felajánlotta, hogy 32db hadrendből kivonásra kerülő UH-1N-t ad a Magyar Honvédségnek körülbelül 160 millió dollár értékben, ingyen. A két ország között megkezdődtek a tárgyalások.
| - Argentína - Ausztrália - Ausztria - Bahrein - Banglades - Belize - Bolívia - Bosznia-Hercegovina - Brazília - Brunei - Chile - Costa Rica - Dél-Korea - Dominikai Köztársaság | - Ecuador - Egyesült Arab Emírségek - Egyesült Királyság - Etiópia - Fülöp-szigetek - Görögország - Grúzia - Guatemala - Hollandia - Honduras - Indonézia - Irak - Irán - Izrael | - Jamaica - Japán - Jemen - Jordánia - Jugoszlávia - Kambodzsa - Kanada - Kolumbia - Kuvait - Libanon - Marokkó - Mexikó - Mianmar - Németország | - Norvégia - Olaszország - Omán - Pakisztán - Panama - Pápua Új-Guinea - Paraguay - Peru - Salvador - Spanyolország - Svédország - Szaúd-Arábia - Szingapúr - Szomália | - Tajvan - Tanzánia - Thaiföld - Törökország - Tunézia - Uganda - Uruguay - Új-Zéland - Venezuela - Vietnám - Zambia - Zimbabwe |

## Fordítás
- Ez a szócikk részben vagy egészben  a   Bell UH-1 Iroquois című angol Wikipédia-szócikk fordításán alapul.  Az eredeti cikk szerkesztőit annak laptörténete sorolja fel. Ez a jelzés csupán a megfogalmazás eredetét és a szerzői jogokat jelzi, nem szolgál a cikkben szereplő információk forrásmegjelöléseként.